# Denise Tonella
 (septembre 2022).
Denise Tonella, née le 20 juillet 1979 à Airolo, est une historienne et muséologue suisse. Depuis le 1er avril 2021, elle dirige le Musée national suisse.

## Biographie

### Origines et formation
Denise Tonella naît à Airolo, dont elle est également originaire, dans une famille d’agriculteurs de montagne.
Malgré l'opposition initiale de son père, Denise Tonella prépare sa maturité à Bellinzone, grâce au soutien du maire et instituteur d"Airolo, qui finit pas le convaincre. Elle obtient cette maturité en 1998[réf. nécessaire]. Elle étudie ensuite l’histoire médiévale et moderne ainsi que les sciences culturelles et l’ethnologie européenne à l’Université de Bâle, études sanctionnées par une licence (Suisse) en 2005. Elle suit des formations complémentaires, notamment en storytelling, dramaturgie, réalisation et direction de productions cinématographiques à la Münchner Filmwerkstatt entre 2008 et 2014 et en « voice acting » au Centro Teatro Attivo de Milan de 2017 à 2019.

### Activité professionnelle
De 2006 à 2008, Denise Tonella participe à la production de films de diplôme à la Université des Arts de Zurich. En parallèle, elle donne aussi des cours d’italien. Parlant six langues, elle voyage beaucoup jusqu'en 2010, et notamment en Asie. En 2008, elle cofonde la société de production de films Instantview au sein de laquelle elle sera responsable jusqu’en 2013 de la direction de la production, de la réalisation et du montage de multiples projets vidéo. Entre 2010 et 2013, elle travaille en tant que collaboratrice scientifique puis, jusqu’en 2021, en qualité de conservatrice et commissaire d’exposition au Musée national suisse.
Entre 2017 et 2019, elle réalise une expertise pour le canton du Tessin et la ville de Bellinzone sur la valorisation du patrimoine mondial de l’UNESCO et, en 2019 et 2020, une autre pour la ville de Wil à propos du bâtiment du Hof zu Wil (de).
Elle a été membre de la commission de rédaction de la revue Archives suisses des traditions populaires de 2016 à 2022. Depuis 2022, elle est membre du conseil d’administration de la Société suisse des sciences administratives (SSSA). Elle donne régulièrement, dans des universités suisses, des cours sur la transmission de l’Histoire dans les musées et propose depuis 2019 à l’Université de Neuchâtel un module d’enseignement dans le cadre du CAS, Promouvoir une institution culturelle,.
En décembre 2020, le Conseil fédéral a confirmé face à 44 candidats  la nomination de Denise Tonella à la tête du Musée national suisse, où elle a pris la succession d’Andreas Spillmann au 1er avril 2021. En qualité de directrice, elle est responsable, en plus du Musée national Zurich, du Château de Prangins près de Nyon, du Forum de l’histoire suisse de Schwytz et du Centre des collections d’Affoltern am Albis.

## Publications
- En tant qu’éditrice et co-auteure: (de) Europa in der Renaissance. Metamorphosen 1400–1600 (catalogue d’exposition), Berlin, Hatje Cantz, 2016 (ISBN 978-3-77574072-2)[14].
- Avec Erika Hebeisen, Rebecca Sanders: (de) Gesichter einer Kriegsgeschichte: 1515 Marignano, Zurich, Musée national suisse, 2015 (ISBN 978-3-90587538-6).